# Pomnik ku czci poległych nauczycieli w czasie II wojny światowej w Świętochłowicach
Pomnik ku czci poległych nauczycieli w czasie II wojny światowej znajduje się w Świętochłowicach-Centrum przy ulicy Katowickiej, w pobliżu Urzędu Miejskiego.
Decyzję o jego budowie podjęło 6 maja 1981 r. Prezydium Miejskiej Rady Narodowej z zastrzeżeniem, że pomnik ma zostać odsłonięty we wrześniu 1981 r.
Bryłę pomnika stanowią dwie oddzielone od siebie, pionowe konstrukcje, obłożone od strony frontowej płytami kamiennymi. Na wyższej z nich, zwieńczonej niesymetrycznym łukiem, zamocowano tablicę z brązu z inskrypcją z nazwiskami dziesięciu poległych i zamordowanych w latach 1939–1945 nauczycieli świętochłowickich szkół. 
Uroczystość odsłonięcia pomnika odbyła się 14 października 1981 r. Na przełomie XX i XXI w. pomnik został wzbogacony o dodatkową tablicę wykonaną z ciemnego granitu z wizerunkiem godła państwowego oraz dewizą „Bóg, Honor, Ojczyzna”, ustawioną na postumencie po prawej stronie. Jednocześnie tablica z brązu została zastąpiona granitową, z treścią tablicy pierwotnej. 
Tło dla pomnika tworzy mozaika z lat 70. XX wieku autorstwa prof. Henryka Goraja, przedstawiająca Pegaza i otwartą książkę, umieszczona na bocznej ścianie budynku, w którym w latach 1975–2018 mieściła się Miejska Biblioteka Publiczna.